# Reinhard Winkler

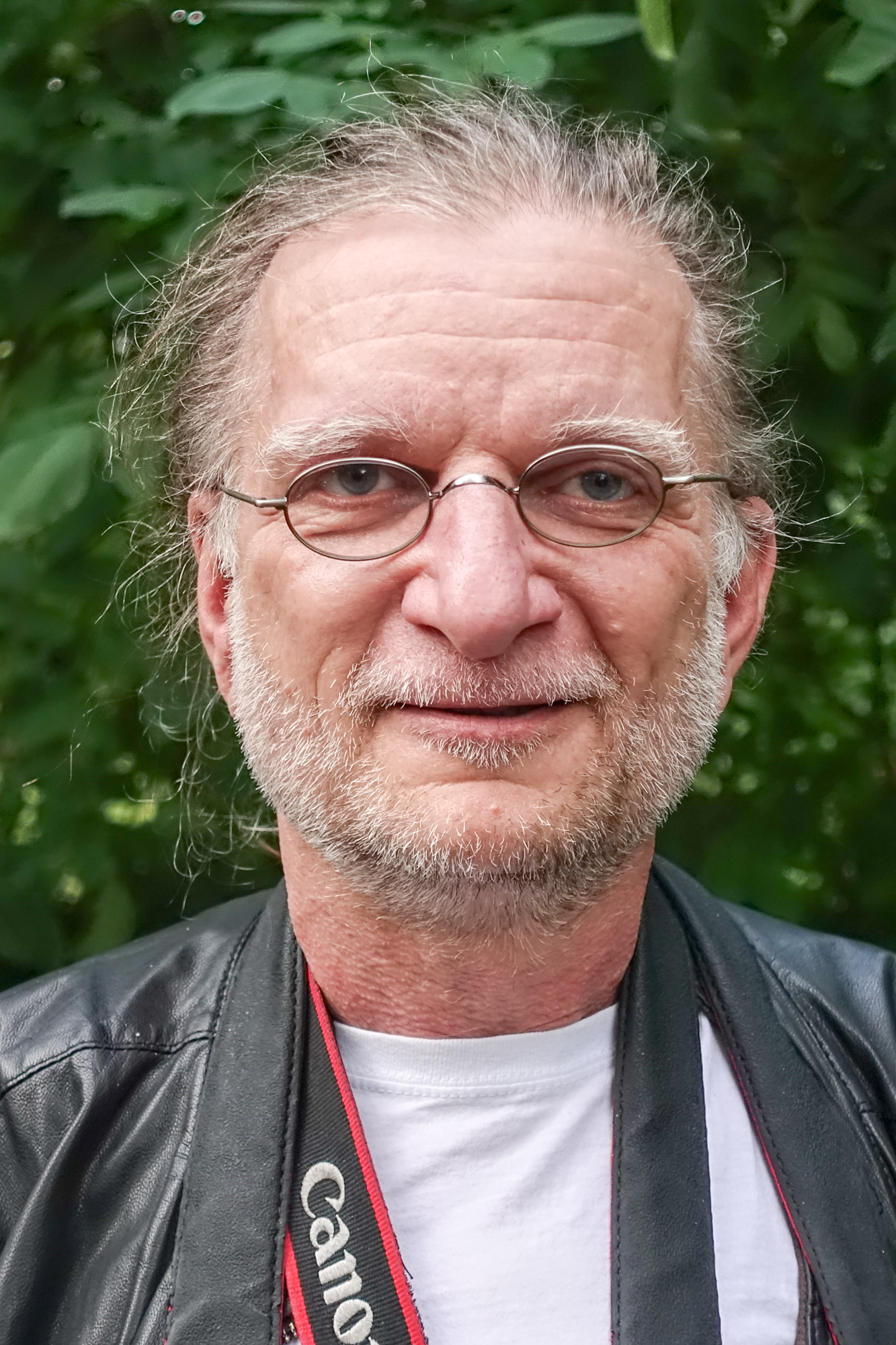
Reinhard Winkler (2017)

Reinhard Winkler (* 1965 in Linz, Oberösterreich) ist ein österreichischer Fotograf.

## Leben
Reinhard Winkler absolvierte eine Grafikerlehre. Danach studierte er Germanistik an der Universität Salzburg. Anschließend begann er zu fotografieren. Den Schwerpunkt seiner Arbeit setzte er auf Porträt- und Aufführungsfotografie. Er arbeitete für die freie Kulturszene sowie für bekannte Theater, zum Beispiel das Landestheater Linz, das Brucknerhaus und das Bruckner Orchester Linz.
Für seine Tätigkeit im Bereich der Theaterfotografie wurde Reinhard Winkler mit dem Bühnenkunstpreis des Landes Oberösterreich 2016 ausgezeichnet.